# Can Buxó
|  | Per a altres significats, vegeu «Can Buxó (Ripollet)». |

Can Buxó, fàbrica de l'altra banda o fàbrica del Fugurull. és un edific al municipi de Manlleu (Osona) catalogat a l'Inventari del Patrimoni Arquitectònic de Catalunya. La fàbrica can Buxó es tracta d'un edifici format per una nau amb coberta a doble vessant, de planta i dos pisos. Les finestres s'obren de manera regular al llarg dels tres nivells de l'immoble. Aquestes presenten dovelles i arcs rebaixats de maó. Sobre cada finestra del segon pis s'hi troba un òcul oval. La teulada acaba amb un ràfec inclinat molt reduït aguantat per unes bigues de fusta. Els murs estan construïts amb còdols irregulars lligats amb morter de calç. Les cantoneres de reforç són de pedra picada. En la façana principal hi ha un cos una mica avançat situat al centre de la nau que configura l'accés a l'edifici. En aquest cos les obertures són diferents de la resta, al centre hi ha porta d'accés i a les plantes pis un balcó. Unes pilastres de maó remarquen la zona d'accés.